# イッツ・ア・スモールワールド
- ディズニーパーク > ファンタジーランド
  - ディズニーランド > ディズニーランドのアトラクション
  - ウォルト・ディズニー・ワールド > マジック・キングダム > マジック・キングダムのアトラクション
  - 東京ディズニーリゾート > 東京ディズニーランド
    - ファンタジーランド
    - 東京ディズニーランドのアトラクションの一覧

  - ディズニーランド・パーク (パリ) > ディズニーランド・パーク (パリ)のアトラクション
  - 香港ディズニーランド > 香港ディズニーランドのアトラクション
- > イッツ・ア・スモールワールド

イッツ・ア・スモールワールド (It's a Small World) は、世界のディズニーパークにあるアトラクション。カナルボート型のライドに乗り、世界各国の子どもをイメージした人形たちが歌って踊る夢の世界を訪れる。英名は「It's a Small World」のほかに、「"it's a small world"」と、引用符がつき全て小文字で表すこともある。

## このアトラクションが存在するパーク
- ディズニーランド(ディズニーランド・リゾート)
- マジック・キングダム(ウォルト・ディズニー・ワールド・リゾート)
- 東京ディズニーランド(東京ディズニーリゾート)
- ディズニーランド・パーク(ディズニーランド・パリ)
- 香港ディズニーランド(香港ディズニーランド・リゾート)

## 概要
イッツ・ア・スモールワールドは、創業者のウォルト・ディズニーの理念、理想を表した、ディズニーランドを代表するアトラクションであるがディズニーパークのオリジナルではなくニューヨーク世界博覧会にユニセフからの依頼(スポンサーはペプシコーラ)によって作られたアトラクションである。最初に作られてから50年の時を経て今もなお、子供から大人まで幅広い世代に人気があり、テーマソングの「小さな世界」とアトラクションのテーマ・コンセプトは世代を超えても通じる力を持っていると言える。
テーマソングの“世界は一つ”という歌詞からもわかるとおり、戦争のない平和な世界がテーマであり、アトラクション内には様々な少年少女のオーディオアニマトロニクスが登場する。このアトラクションに大人が登場しないのは、後述する成り立ちにもあるように「平和な世界」＝「子供の世界(子供が築くコミュニティー)」であるというウォルト・ディズニーの思想が反映されている。
内容はボートに乗り世界各国を旅するという内容であるが、各パークごとに一部の構成が異なっており、それぞれ自国のセクションがメインに置かれている(東京ディズニーランドであれば日本、ディズニーランド・パリであればフランス、など)。なお、最後のクライマックスでは白い衣装を身にまとった少年少女たちが自国の言葉で「小さな世界」を歌い上げるという演出は統一されている。
アトラクションの外観はほとんどのパークで同じような作りになっており、世界の有名な建築物がデフォルメされているが、フロリダのウォルト・ディズニー・ワールド・リゾートにあるマジック・キングダムのみ他のパークと外観が異なっており、ファンタジーランドの風景に溶け込んだ造りとなっている為、とても小ぢんまりとした作りになっている。

### 登場するディズニーキャラクター
リニューアルを経て、現在各施設にて特定の国に縁のある以下のディズニーキャラクターが設置されている。それぞれのディズニーパークにより、キャラクターは異なる。
2019年現在、キャラクターが登場するのはカリフォルニア、東京、香港版で、フロリダ版とパリ版にはキャラクターは登場していない。
- バンビ、とんすけ -『バンビ』
- マリー - 『おしゃれキャット』
- シンデレラ、ジャック、ガス - 『シンデレラ』
  - 香港と東京版（日本）シンデレラとプリンス・チャーミングのみ。
- ピーター・パン、ウェンディ、ティンカーベル  - 『ピーター・パン』
- ピノキオ、ジミニー・クリケット - 『ピノキオ』
- アラジン、ジャスミン、空飛ぶ絨毯、アブー、ジーニー - 『アラジン』
- シンバ、ティモン、プンバァ、ムファサ - 『ライオン・キング』
- ドナルドダック、ホセ・キャリオカ、パンチート - 『三人の騎士』
- ウッディ、ジェシー、ブルズアイ - 『トイ・ストーリー2』
- ポカホンタス、ミーコ、フリット -『ポカホンタス 』
- モーグリ、バルー - 『ジャングル・ブック』
- ムーラン、ムーシュー、クリキー - 『ムーラン』
- アリエル、フランダー、アティーナ、アドリーナ - 『リトル・マーメイド』
- ニモ、マーリン、ドリー、ピーチ -『ファインディング・ニモ』
- リロ、スティッチ - 『リロ・アンド・スティッチ』
- アリス、ホワイト・ラビット - 『ふしぎの国のアリス』
- アナ、エルサ、オラフ - 『アナと雪の女王』
- メリダ、ハリス、ヒューバート、ヘイミッシュ（子グマ） - 『メリダとおそろしの森』
- ラプンツェル、パスカル - 『塔の上のラプンツェル』
- ヘラクレス、ペガサス - 『ヘラクレス』
- モアナ、プア、ヘイヘイ - 『モアナと伝説の海』
- ミゲル、ダンテ - 『リメンバー・ミー』

## 歴史

### ニューヨーク世界博覧会

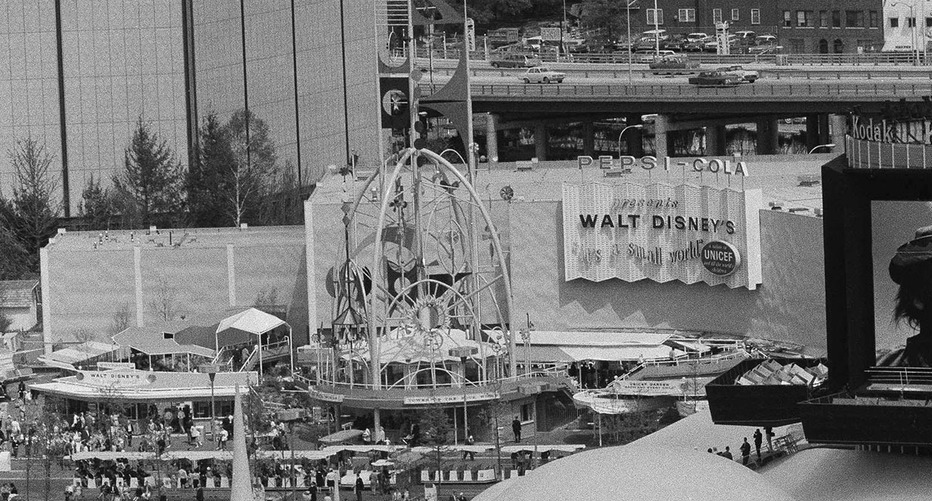
ニューヨーク世界博覧会会場内に設けられた「イッツ・ア・スモールワールド」

このアトラクションは、1964年4月22日からニューヨークで開催されたニューヨーク世界博覧会にウォルト・ディズニーが制作し、ユニセフがペプシコーラ提供のもと出展したパビリオンが前身で、ユニセフからパビリオン製作の依頼を受けたウォルト・ディズニーにより、ユニセフの理念に合致するアトラクションとして作られた。
ディズニーは「人種や性別、国籍、言語の違いがあっても子供達は何のしがらみもなくすぐに友達になれ、ケンカしても泣いて笑ってすぐに仲直りしてしまう。まさしくこれが平和の世界ではないか」と考え、「「平和な世界」とは「子供たちの世界」ではないか」と考えた末に、アトラクションのテーマが決定した。ディズニー映画などで活躍していたメアリー・ブレアがデザインし、テーマミュージックはシャーマン兄弟が担当している。また、人形の衣装デザインはアリス・デービスが担当している。

### 移設
博覧会が終了した後1966年に契約に基づいて、カリフォルニア州アナハイムにあるディズニーランドに移設された。ただ、そのまま移設したわけではなく、北極や太平洋シーンが追加され、ファサード(アトラクションの玄関)もメアリー・ブレアのデザインに基づき再設計された。
なお、ディズニーランドにあるイッツ・ア・スモール・ワールドの最後(日本では各国の挨拶が書いてある場所)に「"It's a Small World - a Salute to UNICEF"(イッツ・ア・スモール・ワールド - ユニセフの理念・理想に捧げる)」と記してある。なお、ウォルト・ディズニーが製作を直接手掛けていない他のディズニーランドにはこの表記は無い。
「ザ・ワンダフルワールド・オブ・カラー」というディズニーのテレビ番組でイッツ・ア・スモールワールドが特集として取り上げられ、ウォルト・ディズニー自らがナレーションを担当した。

## 各施設紹介

### ディズニーランド
| イッツ・ア・スモールワールド It's a Small World | イッツ・ア・スモールワールド It's a Small World | イッツ・ア・スモールワールド It's a Small World                                         | イッツ・ア・スモールワールド It's a Small World                                         |
| ----------------------------------------------- | ----------------------------------------------- | --------------------------------------------------------------------------------------- | --------------------------------------------------------------------------------------- |
| オープン日                                      | オープン日                                      | 1966年5月28日                                                                           | 1966年5月28日                                                                           |
| スポンサー                                      | スポンサー                                      | バンクオブアメリカ（1966年 - 1992年） マテル（1992年 - 1999年） シーメンス（2009年 - ） | バンクオブアメリカ（1966年 - 1992年） マテル（1992年 - 1999年） シーメンス（2009年 - ） |
| 所要時間                                        | 所要時間                                        | 約12分                                                                                  | 約12分                                                                                  |
| 定員                                            | 定員                                            | 1台20名                                                                                 | 1台20名                                                                                 |
| 利用制限                                        |                                                 | なし                                                                                    | なし                                                                                    |
| ファストパス                                    | ファストパス                                    |                                                                                         | 対象外                                                                                  |
| シングルライダー                                | シングルライダー                                |                                                                                         | 対象外                                                                                  |

#### 概要（アナハイム）
ニューヨーク世界博覧会から移設されたオリジナル。移設後には北極、太平洋シーンを追加した。全てのパークにある同名のアトラクションの原型となった。ファサードは何度も塗り替えられ、現在は開業当時の白とゴールドを使ったファサードに戻されている。からくりが動いてる時の音は東京ディズニーランドと同じである。
パリのユーロディズニーランド(現:ディズニーランド・パリ)開業後の1994年から2000年までには期間限定で、パリと同様のローランドオーケストラルアンサンブル音源が使用された事がある。
開業後、長らくバンクオブアメリカが1992年までスポンサーであったが、1992年からは玩具メーカー大手のマテルが1999年まで提供した。マテルの提供終了後長らくスポンサーのない状態が続いたが、2009年からシーメンス（当時はシーメンスの子会社であったオスラム・シルバニアとの契約）が提供している。なお、この契約はシーメンスがディズニー社と結んでいる12年のスポンサーの追加契約の一環で行われた。
ライドは以下の順で世界の各エリアを巡る。
1. ウェルカム
2. 極圏（北極・北欧）
3. ヨーロッパ（北欧の後半部分からドイツのゲートまで）
4. アジア
5. アフリカ
6. 中南米
7. 太平洋
8. 雨林
9. 北米
10. フィナーレ
11. グッドバイ

#### 2009年2月大幅リニューアル
2008年1月にクローズし、オープン以来41年ぶりの長期に渡る全面的改修を行った。これは観光客及びアメリカ人の体重増加が原因で、進行途中でボートが重量オーバーで沈んでしまうケースが多発したため、対策を迫られたものであった。改良の結果、ボートの浮力を増加させ水路を深くすることで解決した。このほかオセアニアシーンを縮小し、北米シーンが追加され香港ディズニーランドで導入された計29体のディズニー映画、ピクサー映画のキャラクター人形が登場するようになった。これに伴い一部の人形が撤去されている。

### マジック・キングダム
| イッツ・ア・スモールワールド It's a Small World | イッツ・ア・スモールワールド It's a Small World | イッツ・ア・スモールワールド It's a Small World | イッツ・ア・スモールワールド It's a Small World |
| ----------------------------------------------- | ----------------------------------------------- | ----------------------------------------------- | ----------------------------------------------- |
| オープン日                                      | オープン日                                      | 1971年10月1日                                   | 1971年10月1日                                   |
| スポンサー                                      | スポンサー                                      | マテル（1988年 - 1998年）                       | マテル（1988年 - 1998年）                       |
| 所要時間                                        | 所要時間                                        | 約12分                                          | 約12分                                          |
| 定員                                            | 定員                                            | 1台20名                                         | 1台20名                                         |
| 利用制限                                        |                                                 | なし                                            | なし                                            |
| ファストパス                                    | ファストパス                                    |                                                 | ◯                                               |
| シングルライダー                                | シングルライダー                                |                                                 | 対象外                                          |

#### 概要（オーランド）
ディズニーランドと同じく、メアリー・ブレアがデザインを直接行った最後のイッツ・ア・スモールワールドである。他のパークと違ってファサードが表になく、外観は他のファンタジーランドのダークライドと同じである。
2004年5月2日にクローズし、待ち列に他パークと同様のファサードを施した。また、待ち列のBGMも変更された。のちに開業する、東京ディズニーランドのものは本アトラクションの内容をもとにして作られたため、東京と本パークのものは内容がほとんど同じである。ただし人形の動作や内容（特にアジア）、音響などは一部異なっている。また現在東京版の待ち列で流されているBGMは、2005年のリニューアル以前には本パークのものでも使用されていた（ただし現行版の東京のBGMには多少のアレンジが加えられている）。ファサードの時計台は15分おきに鳴るが、他パークのような人形たちによるパレードが唯一存在しない。オリジナルのデザインを採用しているが、からくりが動いてる時の音は、東京ディズニーランドと音が同じである。2016年12月10日にリニューアルオープンした。
ライドは以下の順で世界の各エリアを巡る。
1. ヨーロッパ
2. アジア
3. アフリカ
4. 北米・中南米
5. オセアニア
6. フィナーレ

### 東京ディズニーランド
| イッツ・ア・スモールワールド "it's a small world" | イッツ・ア・スモールワールド "it's a small world" | イッツ・ア・スモールワールド "it's a small world"    | イッツ・ア・スモールワールド "it's a small world"    |
| ------------------------------------------------- | ------------------------------------------------- | ---------------------------------------------------- | ---------------------------------------------------- |
| オープン日                                        | オープン日                                        | 1983年4月15日 (東京ディズニーランドと同時にオープン) | 1983年4月15日 (東京ディズニーランドと同時にオープン) |
| スポンサー                                        | スポンサー                                        | そごう（1983年 - 2008年） 日本通運（2013年 - ）      | そごう（1983年 - 2008年） 日本通運（2013年 - ）      |
| 所要時間                                          | 所要時間                                          | 約10分                                               | 約10分                                               |
| 定員                                              | 定員                                              | 1台20名                                              | 1台20名                                              |
| 利用制限                                          |                                                   | なし                                                 | なし                                                 |
| ファストパス                                      | ファストパス                                      |                                                      | 対象外                                               |
| シングルライダー                                  | シングルライダー                                  |                                                      | 対象外                                               |

#### 概要（東京）
東京ディズニーランドの公式ウェブサイトでは「"it's a small world"」と小文字で表記されている。東京ディズニーランドの「イッツ・ア・スモールワールド」は、フロリダのものの内容を基に作られたため、上記の概要にあるような構成の違いを除けばほぼフロリダのものと同様の内容である。
外観は、カリフォルニアのものを基にして作られたが、デザインに多少の違い（例えば東京版では時計の上の旗が斜めだが、カリフォルニア版は上を向いている）がある。
2003年よりクリスマスイベント「クリスマス・ファンタジー」期間に合わせて、『イッツ・ア・スモールワールド“ベリーメリーホリデー”』が実施されていた。開催期間はクリスマス・ファンタジー期間中から年末年始までとなっている。通常バージョンの曲に、「ジングルベル」や「ひいらぎ飾ろう」といったクリスマスの曲をミックスした音楽を使用していた。加えて、ファザードの人形が行進する時の音楽も、クリスマスバージョンのものを使用していた。また、通常は本アトラクションはファストパス対象外であるが、2003年から2007年の『ベリーメリーホリデー』にはファストパスの発券が行われていた。2011年度のみベリーメリーホリデーが開催されなかった。2014年度をもってベリーメリーホリデーの開催を終了した。
からくりの顔が動いている時の音は、開園当初はカリフォルニアのものと同じものを使用していた。その後、パリのバージョンと同じものに変更された。2018年のリニューアル後はカリフォルニアや香港で使われているものに、再び変更されている。ベリーメリーホリデー開催時はストリングスの音が加えられていた。なお、夜間の場合は時計が動く間は香港ディズニーランドのものと同じく、両端の照明が落とされ、時計のみライトアップされ目立つよう演出がなされる。
からくりの動作音とからくりの人形が行進する時の音は、開園当初はカリフォルニア版と同じバージョン（変ホ長調）を使用していたが、その後パリ版と同じト長調となった。2018年のリニューアル後はからくりの動作音は変更せず、人形が行進する時の音楽のみカリフォルニア版や香港版と同じ、変ホ長調へと変更された。
1983年の開園以来、百貨店のそごう(現：そごう・西武)がスポンサーであったが、2008年4月15日を以て提供を終了した。これに伴って、そごうの各店舗に設置されていた当アトラクションを模した大きなからくり時計も終了した(詳細は別記)。2013年9月4日より、日本通運株式会社がスポンサーとなり、約5年ぶりのスポンサーによる提供となった。なお、日本通運はすでに東京ディズニーランドと東京ディズニーシーで宅配センターを、東京ディズニーシーでシンドバッド・ストーリーブック・ヴォヤッジの提供を行っている。
東京ディズニーランドの開業当初、このアトラクション前には大きなステージ(スモールワールド・ステージ)が存在していた。パパイヤ鈴木が東京ディズニーランドのショー・ダンサーとして出演していた際に、このステージに登場していたことがあり、パパイヤ鈴木の過去を紹介する際に、たびたびステージの映像が使用される。ここでは「キッズ・オブ・ザ・キングダム」をはじめとして様々なショーが行われたほか、特殊な例としては日本テレビのクイズ番組『全国高等学校クイズ選手権』の決勝戦会場としても使用されたことがある。現在は跡地に噴水とトピアリーが設置されている。
1996年頃にアトラクションの小規模なリニューアルが行われており、一部の人形などのデザイン変更、またこの際に外観が寒色系から暖色系に塗り替えられ、前にあったスモールワールドステージが撤去され噴水とトピアリーが設置された。
また、アトラクションへ向かって右側に併設する形で「スモールワールド・レストラン」が存在したが、1998年11月3日で営業を終了。レストランがあった場所はアトラクション「プーさんのハニーハント」になっている。
建物の左側には大きなキューライン（待ち列）エリアが存在したが、現在はレストラン「クイーン・オブ・ハートのバンケットホール」になっている。
ライドは以下の順で世界の各エリアを巡る。
1. ウェルカム
2. ヨーロッパ
3. アジア
4. アフリカ
5. 中南米
6. オセアニア
7. フィナーレ
8. グッバイ

#### 2018年4月大幅リニューアル
2016年11月24日に大幅リニューアルオープンすることが発表され、リニューアルに伴って2017年3月1日からクローズした。リニューアル版は、2018年4月8日より先行公開され、同年4月15日より正式公開された。
また、2018年4月15日から2019年5月31日まで、リニューアルに伴い期間限定でファストパスの発券が行われた。
リニューアルでは『アナと雪の女王』、『ふしぎの国のアリス』、『シンデレラ』、『ピーター・パン』、『塔の上のラプンツェル』、『ムーラン』、『アラジン』、『ライオンキング』などのディズニー映画18作品の約40体のキャラクターの人形たちが加わり、新しく加わった人形の付近では、それぞれの映画を彷彿とさせる音楽が「小さな世界」の曲に織り込まれた 。また、乗り場も大幅にリニューアルされ、『スモールワールドステーション』という、世界各国へ向かうステーションへとリニューアルされた。鉄道や気球、ボートなど旅にまつわるプロップスが多数盛り込まれている。 また人形だけでなく、音響や照明の効果の変更、外観の塗りなおし、ロゴの変更などが行われた。

#### イッツ・ア・スモールワールドwithグルート
2024年3月、同年9月17日から本アトラクションを一旦休止にした上で2025年1月15日から同年6月30日までの期間限定で「イッツ・ア・スモールワールドwithグルート」として、オープンすることが発表された。『ガーディアンズ・オブ・ギャラクシー』のグルートを始めとしたマーベル・スタジオのキャラクター達が休暇を過ごすために地球を訪問するという設定となっており、グルートは世界各地の子どもたちと出会った上で各国の文化や音楽を体験する。マーベル・スタジオのキャラクターが東京ディズニーリゾートのアトラクションに登場するのは今回が初めてとなる。
登場キャラクター：グルート、ロケット、ハルク、ガモーラ、マンティス、ドクター・ストレンジ、ウォン、ミズ・マーベル、ブラックパンサー、アントマン、ワスプ、キャプテン・アメリカ、スター・ロード、ドラックス、キャプテン・マーベル、ソー

### ディズニーランド・パーク
| イッツ・ア・スモールワールド It's a Small World | イッツ・ア・スモールワールド It's a Small World | イッツ・ア・スモールワールド It's a Small World | イッツ・ア・スモールワールド It's a Small World |
| ----------------------------------------------- | ----------------------------------------------- | ----------------------------------------------- | ----------------------------------------------- |
| オープン日                                      | オープン日                                      | 1992年4月12日                                   | 1992年4月12日                                   |
| スポンサー                                      | スポンサー                                      | フランステレコム（1992年 - 2008年）             | フランステレコム（1992年 - 2008年）             |
| 所要時間                                        | 所要時間                                        | 約12分                                          | 約12分                                          |
| 定員                                            | 定員                                            | 1台20名                                         | 1台20名                                         |
| 利用制限                                        |                                                 | なし                                            | なし                                            |
| ファストパス                                    | ファストパス                                    |                                                 | 対象外                                          |
| シングルライダー                                | シングルライダー                                |                                                 | 対象外                                          |

#### 概要（パリ）
他のパークにあるものとは大きく異なるアトラクションである。主な例として、建物の外観にメアリー・ブレアのデザインをまったく使用しておらず、時計にある動く顔のからくりが太陽と月になっているうえ、リアルタイムで動く時計と月と太陽の位置を示すからくりがついている。更にヨーロッパのシーンが大きく目立つ演出でとられている。アナハイムと同じく乗り場が屋外にあるため、正面手前が池となっている。ファサードも他のパークにはない、オリジナルのデザインを採用しているが、からくりが動いてる時の音や、人形が行進する時の音楽は、2018年月のリニューアル前の東京ディズニーランドと同じである。
このパリから、ホスト国であったアメリカのシーンが新たに追加されている。歌われる言語も現地ヨーロッパ重視となりイタリア語・フランス語・ドイツ語・オランダ語・ヘブライ語・アラビア語が収録されている。
アトラクションの中の音楽には、世界各地の音楽をミックスした高品位なローランドオーケストラルアンサンブル音源が使用されており、より高度で豊かな音楽演奏表現で世界一周旅行気分を楽しめる。また、クリスマスシーズンはイッツ・ア・スモールワールド・セレブレーションが開催される。
1992年の開園以来、フランステレコムがスポンサーであったが2008年11月を以って提供を終了。
2015年12月19日、2015年7月27日より行われた大規模改修工事を終えてリニューアルオープン。リニューアル後はファサードの塗り替え（メアリー・ブレアによる元のファサードデザインよりインスピレーションを受けたものへのリニューアル）や、アトラクション本編直前直後のシーン（ようこそ・さようなら等のシーン）のリニューアル、ローディング・アンローディングエリアの噴水付近の色塗り替え、照明のLEDライトへの変更等が行われた。なお、同年よりオスラム社が提供している。
ライドは以下の順で世界の各エリアを巡る。
1. ウェルカム
2. ヨーロッパ
3. アジア
4. 中東
5. アフリカ
6. 太平洋
7. 熱帯雨林
8. 中南米
9. 北米
10. フィナーレ
11. グッドバイ

### 香港ディズニーランド
| イッツ・ア・スモールワールド It's a Small World | イッツ・ア・スモールワールド It's a Small World | イッツ・ア・スモールワールド It's a Small World | イッツ・ア・スモールワールド It's a Small World |
| ----------------------------------------------- | ----------------------------------------------- | ----------------------------------------------- | ----------------------------------------------- |
| オープン日                                      | オープン日                                      | 2008年4月28日                                   | 2008年4月28日                                   |
| スポンサー                                      |                                                 |                                                 |                                                 |
| 所要時間                                        | 所要時間                                        | 約12分                                          | 約12分                                          |
| 定員                                            | 定員                                            | 1台23名                                         | 1台23名                                         |
| 利用制限                                        |                                                 | なし                                            | なし                                            |
| ファストパス                                    | ファストパス                                    |                                                 | 対象外                                          |
| シングルライダー                                | シングルライダー                                |                                                 | 対象外                                          |

#### 概要（香港）
他のパークのものとは構成も非常に異なり、アメリカ、中東エリアの追加、アジアエリアの面積倍増とシーンの追加、38のディズニーキャラクターの登場(例:ハワイにスティッチ、ヨーロッパにシンデレラとプリンス・チャーミング)など特徴的なものとなっている。特にアジアエリアでは、「ヤマハ製ソフトウェアMIDI音源　S-YG20 XGLite NewAgePd」の様な音が聞こえてくる。2009年、アメリカのディズニーランドリゾートのイッツ・ア・スモールワールドもディズニーキャラクターの登場するバージョンにリニューアルオープンした。また、テーマソングもご当地のアジア重視となり、既存する日本語に加えて広東語・中国語・韓国語・フィリピンのタガログ語などの4つの言語が追加され、計9言語となった。デザインは、ディズニーランド・パリ以前のものに使われているメアリー・ブレアのデザインを使用している。
2009年度のクリスマスシーズンは、クリスマスバージョンになった「イッツ・ア・スモールワールド・クリスマス」が披露された。
ライドは以下の順で世界の各エリアを巡る。
1. ウェルカム
2. 北極
3. ヨーロッパ
4. 中東
5. アフリカ
6. 中南米
7. 北米
8. アジア
9. 太平洋
10. 雨林
11. フィナーレ
12. グッドバイ

## その他
- フロリダ、東京版では、アメリカのシーンが無く、フィナーレにカウボーイとネイティブアメリカンの子供が出てくるのみである。これは、「イッツ・ア・スモールワールド」が初めて出展された万博のホスト国がアメリカだったためである。
- 乗り場は雨よけのため、カリフォルニア・パリ以外のパークは屋内に設置されている。なお、パリは乗り場は屋外だが屋根がある。
  - parks outside of California also protect riders form the extreme heat and sun.
- カリフォルニア、香港版は航路の下のみに水が流れており、それに沿ってボートが進む形式だが、フロリダ、パリ、東京版は地面の多くに水が張られており水面の下に沈んでいる航路に沿ってボートが進む。
- 待ち列で流れている音楽は他パークが世界各国の「It's A Small World」のインストゥルメンタル版をメドレーで流しているのに対し、東京版のみ、「It's A Small World」のインストゥルメンタルの後、さくらさくらなどの世界各国の民謡を2曲ずつインストゥルメンタルで流している（2005年のリニューアル前はフロリダ版も同様だった）。なお、東京版は2018年のリニューアルでそれまでのバージョンの音楽を一部アレンジしたものを使用している。
- 当アトラクションにはドン・キホーテやサンチョ・パンサ、クレオパトラ、カメハメハ大王などの有名人がカメオ出演している。また、東京版では、アトラクションで登場する少女の中に、ピノキオの人形を持っているものがある。
- 宝塚ファミリーランドの大人形館「世界はひとつ」、那須ロイヤルセンターのファンタラマなど日本国内ではいくつかの遊園地に、当アトラクションに類似したアトラクションがあった。
- かつてイッツ・ア・スモールワールドのスポンサーだったそごうの一部の店舗には、正時の約3分前になるとアトラクションに登場するからくり人形と共にテーマ曲である「小さな世界」を演奏する「イッツ・ア・スモールワールド時計」(世界の人形時計)が設置されていた。現在も国内のそごう4店舗および一部の旧そごう店舗には時計が残されており、毎正時には鐘が鳴る。
- 2014年4月にはアトラクションがオープンして50年になることからアメリカのテレビ番組「グッド・モーニング・アメリカ」の放送内にて特集が組まれ、盛大に祝福された。また世界のディズニーパークからの映像も流され、東京ディズニーランドからは同曲の日本語版を歌うキャストの姿が放送された。
- 映画『トゥモローランド』では冒頭のニューヨーク世界博のシーンで、当アトラクションが登場する。
- 外観のファザードでは、からくりが動き人形の行進が終わると正面の扉が開き、時刻が表示されるが、ピエロが鳴らすドラとトライアングルの回数で時刻がわかるようになっている。例えば12時30分の場合、ドラが12回、トライアングルが2回鳴る（トライアングルは15分×回数。ただしフロリダ版は人形の行進はなし）。